# Calotrichopsis granulosa
Calotrichopsis granulosa är en svampart som beskrevs av Henssen. Calotrichopsis granulosa ingår i släktet Calotrichopsis och familjen Lichinaceae.   Inga underarter finns listade i Catalogue of Life.